# Bernard Fergusson
Brigadeiro Bernard Edward Fergusson, Barão Ballantrae, KT, GCMG, GCVO, DSO, OBE (06 de maio de 1911 - 28 de novembro de 1980), foi um Brigadeiro do Exército britânico, historiador militar e o último Governador-Geral da Nova Zelândia nascido britânico. Fergusson era filho de Sir Charles Fergusson e Lady Alice Marry Boyle.

## Serviço Militar
Fergusson foi educado em Eton e em Sandhurst. De Sandhurst, Fergusson entrou para A Guarda Negra, batalhão de infantaria do Regimento Real Escocês. Serviu na Palestina, onde se tornou ADC do General Wavell. Durante a Segunda Guerra Mundial, serviu na 46.º Brigada de Infantaria. Retirou-se do serviço em 1958.

## Governador-Geral da Nova Zelândia
Em 1962, Fergusson foi nomeado Governador-Geral da Nova Zelândia, permanecendo até 1967.
Em 1972 foi nomeado par vitalício como Barão Ballantrae.

## Publicações
- Eton Portrait (1937) Londres: John Miles Ltd.
- Beyond the Chindwin (1945) Londres: Collins ISBN 0-00-613870-5 também Barnsley: Pen & Sword Military (2009) ISBN 1-84884-037-3
- Lowland Soldier (1945) Londres: Collins (verse)
- The Wild Green Earth (1946) Londres: Collins
- The Black Watch and the King's Enemies (1950) Londres: Collins também Derby: Pilgrim Press (1974) ISBN 0-900594-27-6
- Rupert of the Rhine (1952) Londres: Collins
- The Rare Adventure (1954) Londres: Collins
- The Business of War: The War Narrative of Major-General Sir John Kennedy (1957) (editor) Londres: Hutchinson
- The Watery Maze: The Story of Combined Operations (1961) Londres: Collins
- Wavell: Portrait of a Soldier (1961) Londres: Collins
- Return to Burma (1962) Londres: Collins
- The Trumpet in the Hall 1930–1958 (1970) Londres: Collins ISBN 978-0-00-211825-5
- Captain John Niven (1972) Londres: Collins ISBN 0-00-192148-7
- Hubble-Bubble (1978) Londres: Collins ISBN 0-00-211378-3 (verso leve)
- Travel Warrant (1979) Londres: Collins ISBN 0-00-216792-1